# Begoña Gómez Fernández
Cet article concerne l'épouse de Pedro Sánchez, président du gouvernement d'Espagne. Pour Begoña Gómez, la judokate espagnole, voir Begoña Gómez Martín.
María Begoña Gómez Fernández, née le 29 janvier 1975 à Bilbao, est une entrepreneuse espagnole. Elle est l'épouse de Pedro Sánchez, président du gouvernement d'Espagne depuis 2018.

## Famille et études
María Begoña Gómez Fernández naît le 29 janvier 1975 à Bilbao. Elle grandit à Valderas, dans la province de León, un territoire dont ses deux parents sont originaires. Elle a un frère.
Son curriculum vitae indique qu'elle a étudié le marketing à l'ESIC Business & Marketing School de Madrid, et qu'elle y obtient un master en direction des entreprises. Deux enquêtes, réalisées en 2018 par Okdiario et El Español mettent en doute la véracité des études de Begoña Gómez. Okdiario indique qu'elle a en réalité étudié à M&B Escuela Superior de Marketing y Negocios, un établissement dont les diplômes ne sont pas officiels, aussi son niveau académique se situe au baccalauréat tandis qu'El Español relate ne pas être en mesure d'obtenir des éléments probants relatifs à la formation académique de Begoña Gómez auprès des établissements qu'elle prétend avoir fréquentés.
De nouvelles investigations d'Okdiario et d'ABC confirment en 2024 qu'elle n'a pas de diplôme universitaire. Ces éléments sont corroborés par l'information judiciaire ouverte contre elle cette même année,.

## Vie professionnelle
En 1999, Begoña Gómez est recrutée par la société Task Force, où elle conseille des ONG telles que Greenpeace, Oxfam et Amnesty International. Lorsque Inmark absorbe la société qui l'emploie en 2014, elle est promue directrice de l'expertise-conseil externe et recrute des salariés chargés de récolter des dons.
Lors de la révélation du scandale d'abus sexuels à Oxfam, le nom de Gómez est cité à tort comme directrice générale de la branche espagnole de l'ONG, alors que celle-ci n'est qu'une cliente de son entreprise.
Elle est recrutée en août 2018 par la fondation Instituto de la Empresa pour diriger un centre de développement de projets d'action sociale en Afrique, IE Africa Center. Le mois précédent, elle avait demandé une mise en disponibilité du groupe Inmark. Sur les réseaux sociaux, ce recrutement est âprement commenté : une partie des internautes dénonce un recrutement dicté par la position politique de son époux, tandis que d'autres — dont le député indépendantiste catalan Gabriel Rufián — prennent sa défense en rappelant ses nombreux diplômes, sa longue expérience professionnelle dans le secteur concerné et la quasi-absence de subventions publiques perçues par l'Institut.
Elle abandonne en juin 2022 la direction IE Africa Center, afin de préparer sa prise de poste comme co-directrice d'un futur master à l'université complutense de Madrid.

## Rencontre avec Pedro Sánchez
C'est au cours d'une fête organisée à Madrid dans les années 2000 que Begoña Gómez fait la rencontre de Pedro Sánchez. Tous deux affirment avoir vécu un « coup de foudre ». Après plusieurs années de relation, ils se marient civilement à la mairie de la capitale espagnole en 2006, lors d'une cérémonie présidée par l'élue socialiste Trinidad Jiménez,.

## Vie publique

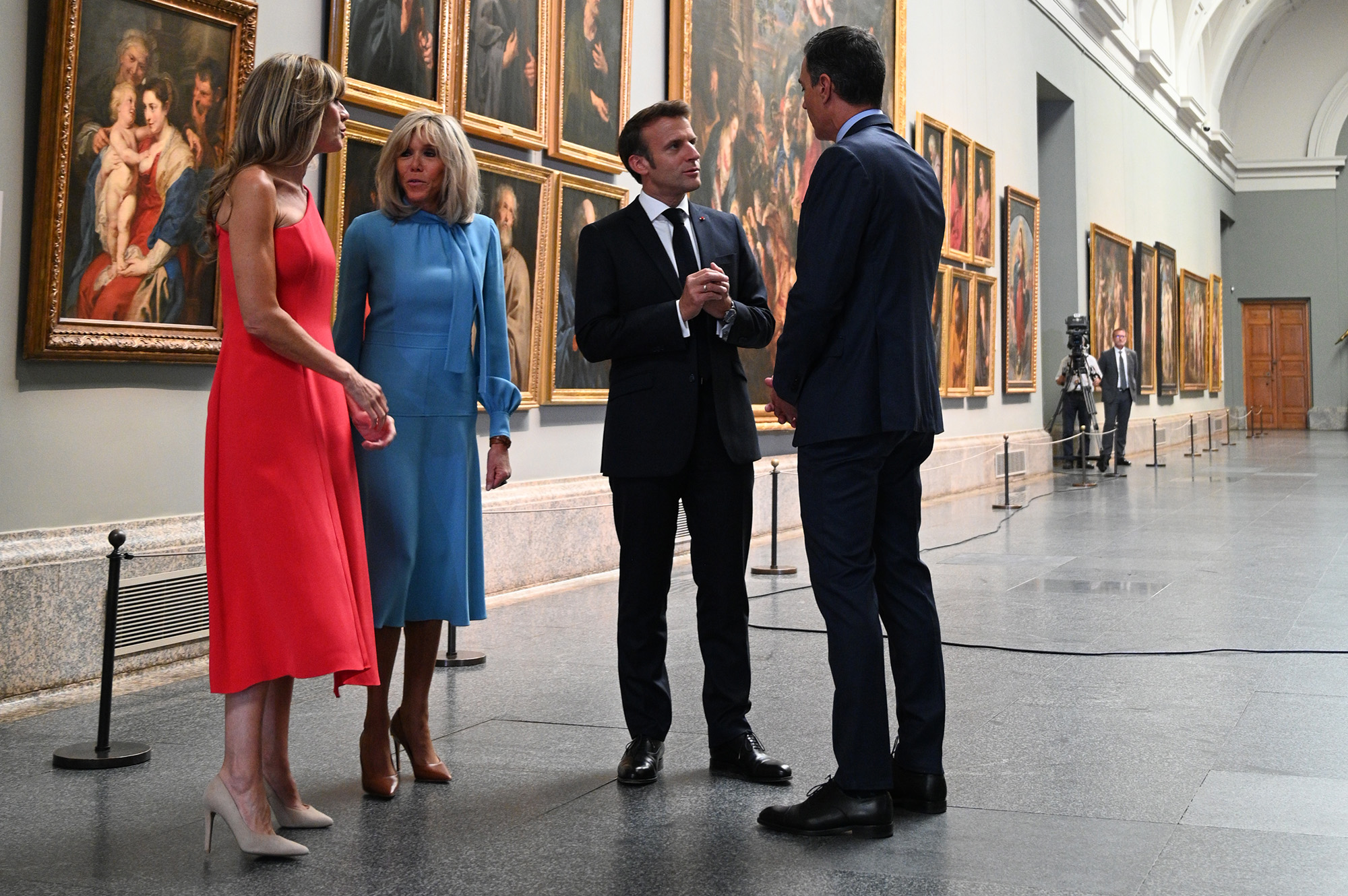
Begoña Gómez et Pedro Sánchez avec Brigitte et Emmanuel Macron au musée du Prado lors du sommet de l'OTAN de juin 2022.

Begoña Gómez apparaît dans la vie publique en 2015, lors du premier meeting de son mari en tant que chef de file électoral du Parti socialiste, quand celui-ci s'adresse directement à elle depuis le pupitre. Elle est reconnue comme étant l'un des principaux soutiens de son époux dans sa carrière politique, participant aux meetings du Parti socialiste et assistant à des sessions importantes du Congrès des députés depuis la tribune réservée aux invités avec sa propre mère. Selon La Vanguardia, sa présence constante auprès de Pedro Sánchez lors d'événements publics et politiques a valu à leur couple le surnom d'Obamas espagnols,.

## Vie privée
Begoña Gómez est mère de deux filles issues de son couple avec Pedro Sánchez, nées en 2005 et 2007. Lors de l'accession de Sánchez au pouvoir en juin 2018, ils déménagent au palais de la Moncloa, où le président du gouvernement dispose d'un logement de fonction, alors que Begoña Gómez préférait conserver leur résidence familiale à Pozuelo de Alarcón.
Le couple est propriétaire d'un logement à Pozuelo de Alarcón ainsi que d'une maison de vacances à Mojácar.

## Mise en cause judiciaire
En 2024, le média en ligne El Confidencial dévoile qu'en tant que directrice d'IE Africa Center, elle avait conclu au début de l'année 2020 un contrat de parrainage avec la compagnie aérienne Air Europa d'une valeur de 40 000 €, qui ne sera jamais mis à exécution en raison de la pandémie de Covid-19. Air Europa ayant ensuite bénéficié d'une aide publique de plusieurs centaines de millions d'euros décidée par le Conseil des ministres que préside son mari, El Confidencial insinue un possible trafic d'influence de la part de Begoña Gómez. De même, El Confidencial indique qu'elle a signé en 2020 une lettre de recommandation pour une entreprise dirigée par Carlos Barrabés, qui avait également donné des cours au sein du diplôme dont Begoña Gómez est co-directrice, et que cette lettre aurait été cruciale dans l'obtention d'une aide publique du ministère de l'Économie. D'après le journal en ligne ElDiario.es, d'autres entreprises qu'Air Europa ont reçu des aides similaires, dans des proportions plus importantes rapporté au nombre de salariés, et la lettre de recommandation en faveur de Carlos Barrabés était un texte rédigé par l'entreprise concernée, et a été signée par d'autres personnalités, comme la directrice d'une structure relevant de la mairie de Madrid, gouvernée par le Parti populaire.
Le 24 avril 2024, le tribunal supérieur de justice de Madrid indique qu'un juge d'instruction a ouvert une information judiciaire pour « trafic d'influence » à l'encontre de Begoña Gómez pour ses relations professionnelles à la tête d'IE Africa Center, après le dépôt d'une plainte par l'association d'extrême droite Manos Limpias. Le parquet requiert dès le lendemain le classement sans suite de cette affaire mais l'audience provinciale de Madrid rejette ce recours le 29 mai. Elle choisit pour assurer sa défense l'avocat Antonio Camacho, ancien procureur puis secrétaire d'État et ministre de l'Intérieur à l'époque de José Luis Rodríguez Zapatero. Lors de son audition dans le cabinet du juge d'instruction le 19 juillet, elle refuse de répondre aux questions du magistrat, du parquet et des représentants des accusations populaires en invoquant son droit à garder le silence. Elle dépose plainte contre le juge d'instruction le 2 août suivant pour « prévarication » et « violation du secret professionnel », accusant le magistrat de conduire une enquête « prospective », ce qui est interdit par le droit pénal processuel espagnol.
En juillet 2024, les journaux El País et ElDiario.es publient plusieurs articles s'appuyant sur les documents issus de l'information judiciaire, constatent à date l'absence de preuves de la commission d'un délit et remarquent que le juge d'instruction s'écarte des limites fixées par l'audience provinciale de Madrid lorsqu'elle a confirmé, deux mois plus tôt, l'ouverture de l'instruction,,,.
Le 8 octobre suivant, l'audience provinciale de Madrid rejette les requêtes de classement sans suite déposée par le ministère public et par la défense de Begoña Gómez mais rappelle au juge d'instruction qu'il doit limiter ses recherches aux activités professionnelles de Begoña Gómez en lien avec le master qu'elle codirigeait à l'université complutense de Madrid et avec l'entrepreneur Carlos Barrabés. Le tribunal supérieur de justice classe le 23 octobre la plainte qu'elle avait déposée à l'encontre du juge d'instruction pour « prévarication » en l'accusant de conduire une information judiciaire prospective et d'adopter des décisions arbitraires.
La mise en cause de Begoña Gómez conduit Pedro Sánchez à annoncer le 24 avril 2024 cinq jours de réflexion sur une éventuelle démission, à l'issue desquels il décide de se maintenir au pouvoir.

## Infox
Begoña Gómez a été la victime de la diffusion de plusieurs infox, comme le fait qu'elle serait née « Begoño » puis aurait effectué une transition de genre ; qu'elle aurait pris part à un trafic de drogue au travers d'IE Africa Center et que le Maroc l'aurait appris, faisant ainsi pression sur Pedro Sánchez pour qu'il change la position de l'Espagne sur la question du Sahara occidental ; qu'elle aurait passé le confinement de 2020 au palais de las Marismillas ou à Huete ; qu'elle aurait été expulsée de l'université complutense de Madrid. En outre, sa photo a été utilisée pour illustrer un article en ligne titré « le Gouvernement cache le versement d'une subvention au nom de Begoña Gómez » qui traitait d'une homonyme.